# 127-мм/40 Тип 89
127-мм/40 Тип 89 — японское зенитное орудие, разработанное перед Второй мировой войной. В годы войны — стандартное тяжёлое зенитное орудие Императорского флота, применявшееся на множестве кораблей и как наземное средство ПВО.

## История создания
Зенитное и универсальное морское орудие Тип 89 было разработано в 1929 году н. э. (соответствует 2589 году от восшествия на престол императора Дзимму) на основе орудия Тип 88, 1928 года разработки, предназначенного для установки на подводные лодки I-5 и I-6. Орудие отличалось простой конструкцией со стволом-моноблоком и горизонтальным скользящим затвором.
Если оно и уступало знаменитому американскому 127-мм орудию с длиной ствола в 38 калибров, то не очень сильно. Японцы смогли создать хорошее орудие, но, в соответствии с известной формулой «зенитное орудие эффективно настолько, насколько совершенна его система управления», а система управления была лучше у американцев.
В целом, Императорский флот Японии был удовлетворён противовоздушными возможностями этого орудия и использовал его как на крупных кораблях от крейсера и выше, как часть батареи ПВО, так и на малых кораблях и вспомогательных судах, в частности, как орудия главного калибра на эскадренных миноносцах типов «Мацу» и «Татибана». Общий объём производства оценивается в 1306 единиц, причем 836 из них были произведены с 1941 по 1945 годы. 362 орудий были установлены на батареях береговой обороны и ПВО, 96 из них в морском районе Йокосука и 56 в морском районе Куре.

## Конструкция
Лафет вращался электромотором мощностью 10 л. с., предусматривалась и возможность ручного поворота. Заряжать пушку можно было при любых углах возвышения, теоретическая скорострельность достигала 14 выстрелов в минуту. Практическая скорострельность зависела от физических возможностей расчёта. Максимальная дальнобойность пушки по вертикали составляла 9400 м, а эффективная — только 7400 метров.
По калибру и длине ствола орудие было эквивалентно 5in/38 американской пушке. Тем не менее, оно использовало унитарные выстрелы весом 34,32 кг (75,6 фунта), тогда как американская пушка использовала раздельно-гильзовые боеприпасы, что позволило использовать относительно более тяжёлый и мощный заряд. Сам снаряд весил 23 кг (50,7 фунта), что немного меньше, чем американский. Начальная скорость составляла 720 м/сек, что находится посредине между 5"/25 и 5"/38 американскими орудиями, и значительно ниже, чем у предшественницы — 12-см пушки (825 м/с). Снижение начальной скорости уменьшало эффективный потолок до 7400 м с 8450 м у предшественницы. Скорострельность увеличилась с 10-11 до 14 выстрелов в минуту (продолжительная стрельба соответственно 6-8 и 11-12 выс./мин.). Новая установка орудия имела угол возвышения 90°, а не 75° как 12-см пушка. Оба орудия использовали горизонтальные клиновые затворы. Сдвоенное установка 127-мм орудий поднималось гораздо быстрее, чем одиночная (12°/с против 6,5°/с), а угол поворота был медленнее (6°/с против 10°/с). Обе установки заряжались вручную под всеми углами, что означает, что скорость стрельбы снижалась на более больших углах возвышения.

## Боеприпасы
Для 127-мм пушки имелись следующие типы боеприпасов: осколочный (цуёдан), шрапнельный (санкайдан) бризантный тип 3, осветительный (свмейдан) тип 61 и учебный (энсюдан). Все типы боеприпасов весили по 23 кг, имели длину 43,68 см. Латунная гильза содержала 3,98 кг пороха DC. Общая масса выстрела составляла 34,6 кг.